# Liste der Naturdenkmale in Gutenacker
Die Liste der Naturdenkmale in Gutenacker nennt die im Gemeindegebiet von Gutenacker ausgewiesenen Naturdenkmale (Stand 20. Mai 2024).

## Ehemalige Naturdenkmale
| Nr. | Bezeichnung  | Lage                               | Beschreibung                                            | Bild                                    |
| --- | ------------ | ---------------------------------- | ------------------------------------------------------- | --------------------------------------- |
|     | Lindengruppe | Triebstraße, auf dem Friedhof Lage | Tilia sp., zwei Bäume; Rechtsverordnung 2013 aufgehoben | Direkt Bild zu diesem Denkmal hochladen |